# Juan López Hita
 (juin 2014).
Si vous disposez d'ouvrages ou d'articles de référence ou si vous connaissez des sites web de qualité traitant du thème abordé ici, merci de compléter l'article en donnant les références utiles à sa vérifiabilité et en les liant à la section « Notes et références ».
Juan López Hita, plus connu comme Juan Hita, né à Algésiras (Andalousie, Espagne) le 5 septembre 1944 et décédé dans la même ville le 11 juin 2014, est un footballeur international espagnol. Il jouait au poste de défenseur latéral gauche avec Algeciras CF et Séville FC. Il a joué trois matchs avec l'équipe d'Espagne.

## Biographie
Après avoir joué dans diverses équipes de sa ville natale (Atlantic, Piñera, Rayos X, Algeciras Atlético, etc.), il débute avec l'Algeciras Club de Fútbol en 1963. Après une promotion en deuxième division et plusieurs saisons dans cette catégorie, Juan Hita est recruté par le club de première division Séville FC en 1967.
Il passe onze saisons avec Séville au poste d'arrière latéral gauche où on lui donne le surnom d'"Express d'Algesiras" en raison de sa vitesse. Il débute avec l'équipe d'Espagne le 11 novembre 1970 face à l'Irlande lors des éliminatoires de l'Euro 1972. Il jouera par la suite deux autres matchs avec l'Espagne.
Juan Hita quitte le Séville FC en 1978 après y avoir joué 305 matchs. Il joue pendant une saison avec Algeciras CF avant de prendre sa retraite sportive.